# L'Illusionniste double et la Tête vivante
L'Illusionniste double et la Tête vivante je francouzský němý film z roku 1900. Režisérem je Georges Méliès (1861–1938). Film trvá zhruba jednu minutu.
Jedná se o jeden z mnoha filmů, ve kterém Méliès ztvárnil kouzelníka.

## Děj
Hořící hrnec z krbu se promění v iluzionistu, který se rozdvojí. Jeden z mužů si sedne na stoličku a druhý dá na stůl umělou hlavu ženy, kterou následně oživí. Sedící iluzionista vstane a přičaruje ji i tělo. Oba se ji pokusí políbit na tvář. V tom okamžiku se z hodin zjevuje ďábel, který nechá ženu pomalu zmizet. Oba iluzionisty svou přítomností tak vystraší, že utečou. Ďábel se jim vysměje a následně ze sebe svleče kostým, čímž se ukáže, že je to ve skutečnosti jen třetí replika samotného iluzionisty. Na závěr se postaví do krbu, ukloní se a zmizí.